# 东莞可园
东莞可园坐落在广东省东莞市城西的博厦村。为广东四大名园当中保留得最好的一个，岭南园林的代表。现为全国重点文物保护单位。

## 历史
可园最初名为“意园”，后改名为“可园”。园主为清末东莞人张敬修。咸丰年间，张敬修任广西按察使。因屡败于陈开领导的天地会起义军，被罢官。还乡后，于咸丰八年（1858年）建成可园，全园建造大约三年。此后可园又经多次扩建和改建。可园的原址为冒氏宅院。
昔日园主的朋友，岭南画派的祖师居巢曾写诗：“水流云自还，适意偶成筑。拼偿百万钱，买邻依水竹。”当年张敬修不惜借贷建园。后张敬修被清朝廷重新起用，直到咸丰十一年（1861年）才因病返回，同治三年病故。他金石书画，琴棋诗赋，样样精通，又广邀文人雅集，使可园成为清代广东的文化策源地之一。居巢、居廉客居可园十年，创造了没骨法、撞粉法画花鸟画，并予传授，为岭南画派开创先河。张死后，其后人逐渐崩败，收藏的书画变卖无几，园内建筑也多废弃。
1961年后两次修复，修缮了大部分建筑。

## 構造
当年张敬修亲自参与可园的筹划，聘请当地名师巧匠，模仿各地名园，形成独具一格的岭南园林。可园占地虽小，但整体空间布局合理，小巧玲珑，园中建筑、水池、登台、假山比比皆是；窗雕、栏杆、美人靠，甚至地板亦各俱风格；考虑到岭南特有的气候，其中绿化、蔓藤十分丰富繁盛，相得益彰，既美化建筑环境，也使得在闷热的夏季能享得幽幽凉意。
可园的造园意旨在于“幽”和“览”。建筑空间曲折丰富，四通八达，游览起来颇有趣味。尤其金鱼池旁的可楼，更是可园中最高的建筑，共四层，是可园的标志，登高远眺，楼前长河尽收眼底。园后可湖，绿波荡漾。居巢有诗咏道：“亭馆绿天深，楼起绿天外。”

## 图片

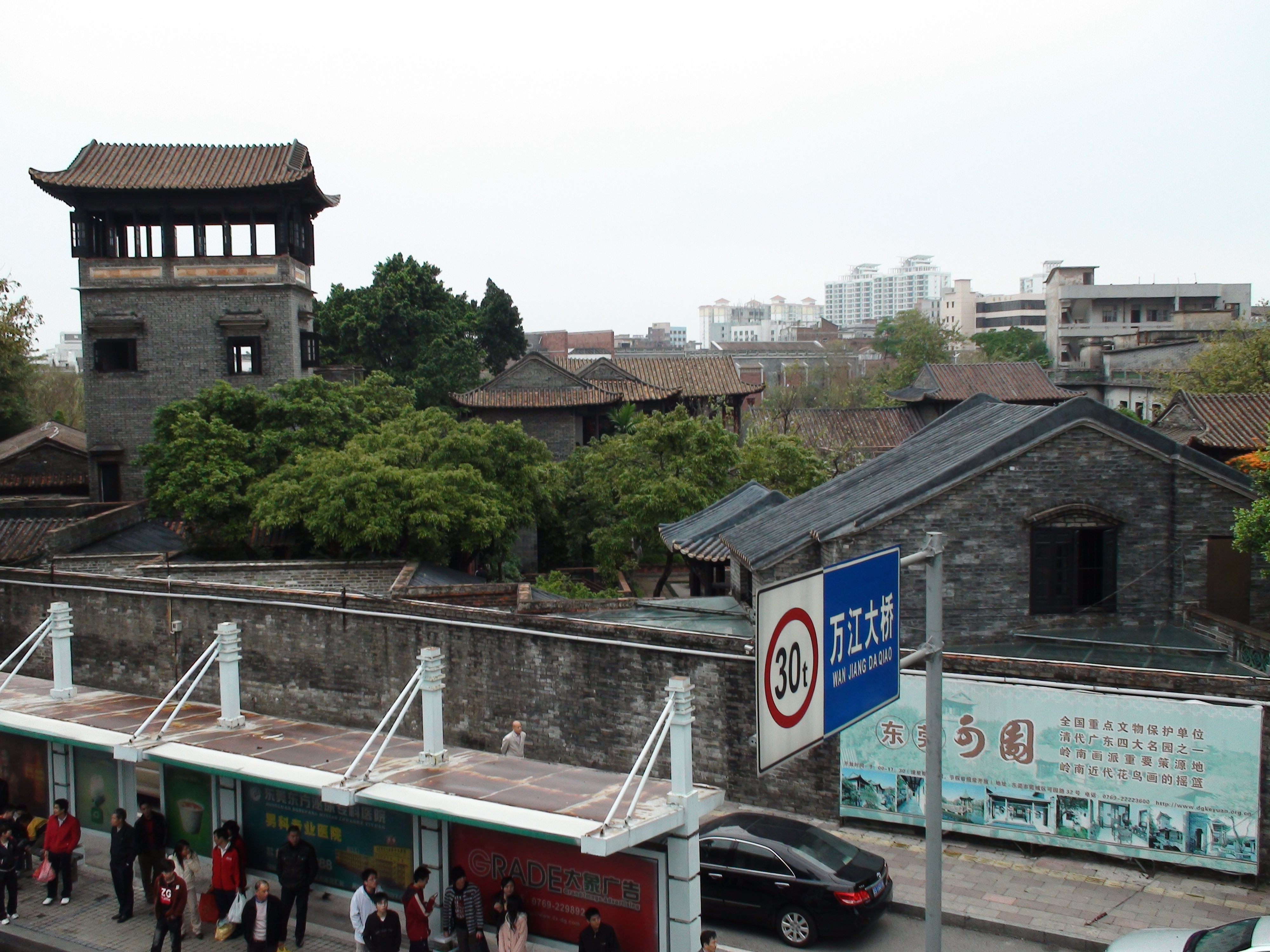
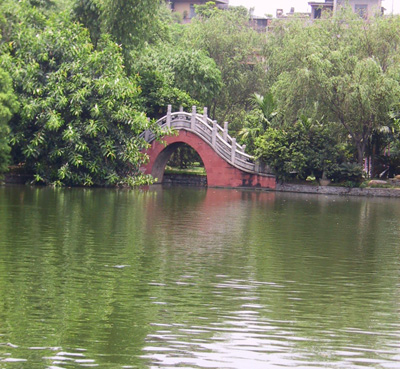
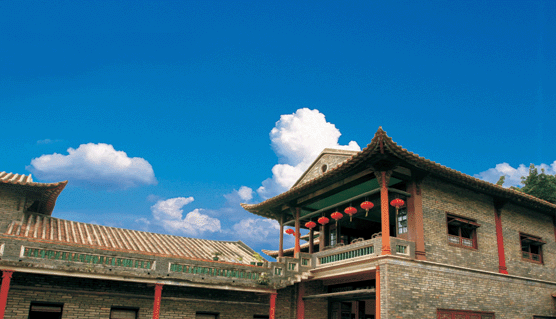
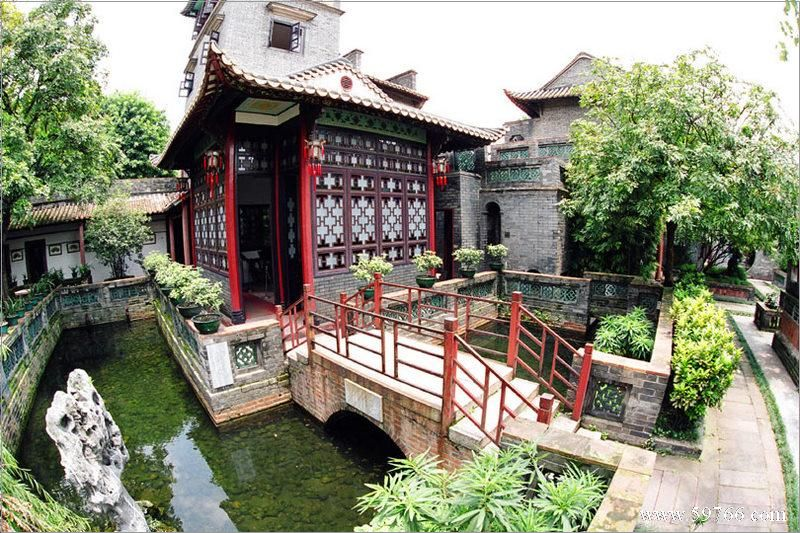

## 外部連結
- 官方网站